# راجبوت
راجبوت (وأصلها «راج بوترا» بالسنسكريتية، وتعني «ابن الملك») هو مصطلح يُطلق على أبناء قبائل تقطن غرب ووسط وشمال الهند وشرق باكستان. علا شأن هذه القبائل منذ أواخر القرن السادس الميلادي وحكمت القسم الأكبر من الولايات الأميرية في راجستان وسوراشترا، إبّان حكم الراج البريطاني. يُغطّي مصطلح راجبوت العديد من العشائر الأبوية المرتبطة تاريخيًا بالحرب. وفقًا للعلماء المعاصرين، نشأت جميع عشائر راجبوت تقريبًا من المجتمعات الفلاحية أو الرعوية.
اكتسب مصطلح راجبوت معناه الحالي فقط في القرن السادس عشر، على الرغم من أنه استخدم أيضًا بشكل مفارقة لوصف الأنساب السابقة التي ظهرت في شمال الهند منذ القرن السادس وما بعده. في القرن الحادي عشر، ظهر مصطلح «راجابوترا» (rajaputra) كتسمية غير وراثية للمسؤولين الملكيين. وتدريجيا، ظهر راجبوت كطبقة اجتماعية تضم أشخاصًا من مجموعة متنوعة من الخلفيات العرقية والجغرافية. خلال القرنين السادس عشر والسابع عشر، أصبحت عضوية هذه الفئة وراثية إلى حدّ كبير، على الرغم من استمرار المطالبات الجديدة بوضع راجبوت في القرون اللاحقة. لعبت العديد من الممالك التي يحكمها راجبوت دورًا مهمًا في العديد من مناطق وسط وشمال الهند حتى القرن العشرين.
تم العثور على سكان وولايات راجبوت السابقة في شمال وغرب ووسط وشرق الهند وكذلك جنوب وشرق باكستان. وتشمل هذه المناطق راجستان وهاريانا وغوجارات وشرق البنجاب وغرب البنجاب وأتر برديش وهيماجل برديش وجامو وأوتاراخند وبهار ومدهيا برديش والسند.

## التاريخ

### الأصل

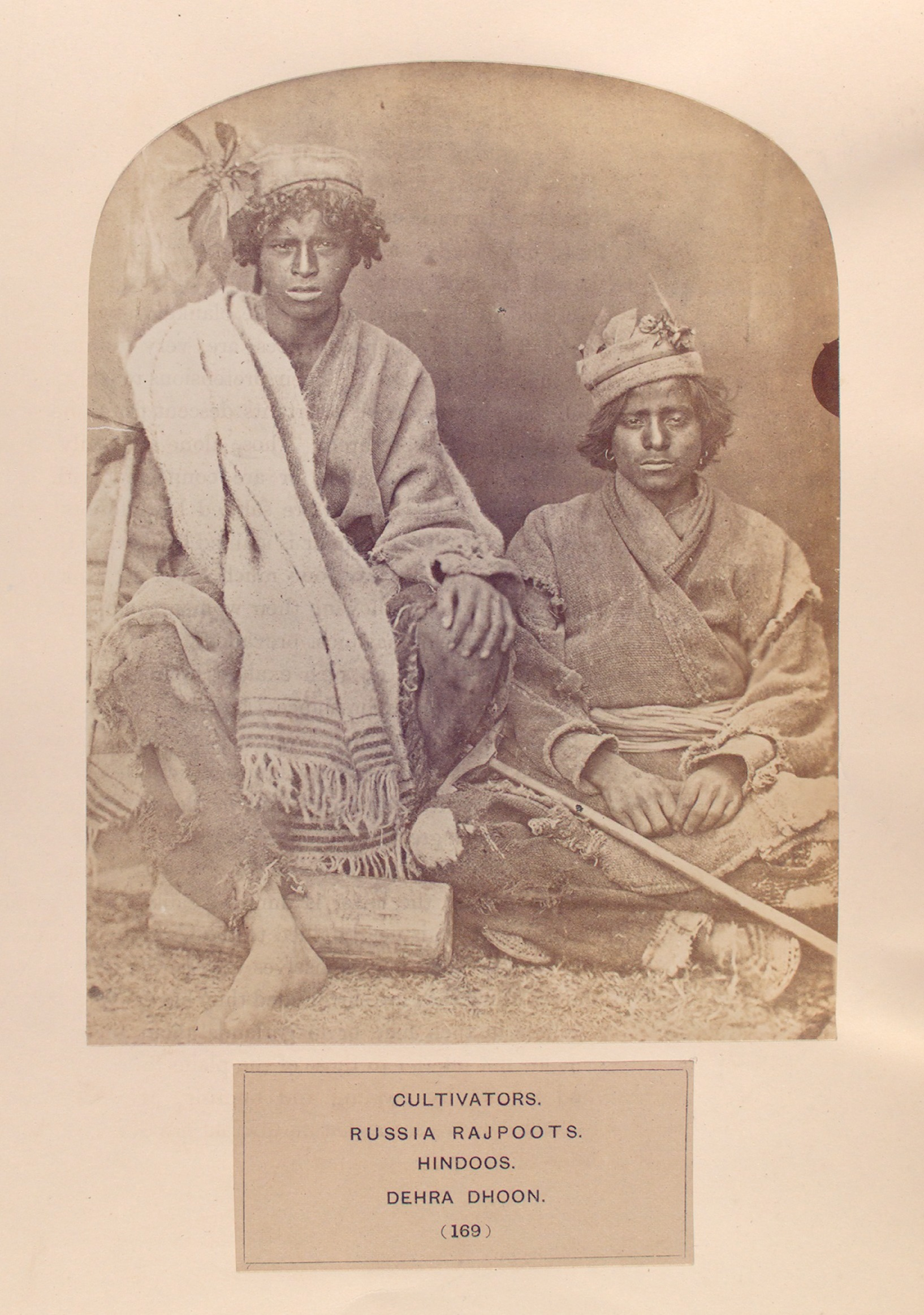

كان أصل راجبوت موضوعًا نوقش كثيرًا بين المؤرخين. يتفق المؤرخون المعاصرون على أن راجبوت كان يتألف من اختلاط مختلف المجموعات الاجتماعية بما في ذلك الشودراس والقبائل.
وصفهم كُتّاب الحقبة الاستعمارية البريطانية بأنهم أحفاد الغزاة الأجانب مثل السكوثيون أو الهوناس، واعتقدوا أن أسطورة أجنيكولا قد تم اختراعها لإخفاء أصلهم الأجنبي. وفقًا لهذه النظرية، نشأ الراجبوت عندما اندمج هؤلاء الغزاة في فئة الكشاتريا خلال القرن السادس أو السابع، بعد انهيار إمبراطورية جوبتا. في حين أن العديد من هؤلاء الكُتّاب الاستعماريين روجوا لنظرية الأصل الأجنبي من أجل إضفاء الشرعية على الحكم الاستعماري، فقد تم دعم النظرية أيضًا من قبل بعض العلماء الهنود، مثل ديفاتا راماكريشنا بهانداركار. يعتقد المؤرخ شينتامان فايدا أنّ راجبوت من نسل الفترة الفيدية الكشاتريا. مجموعة ثالثة من المؤرخين، بما في ذلك جاي نارايان أسوبا، ترى أن الراجبوت كانوا البراهمة الذين أصبحوا حكامًا.
ومع ذلك، تشير الأبحاث الحديثة إلى أن الراجبوت جاءوا من مجموعة متنوعة من الخلفيات العرقية والجغرافية. نشأت جميع عشائر راجبوت تقريبًا من الفلاحين أو المجتمعات الرعوية.

### الظهور كمجتمع

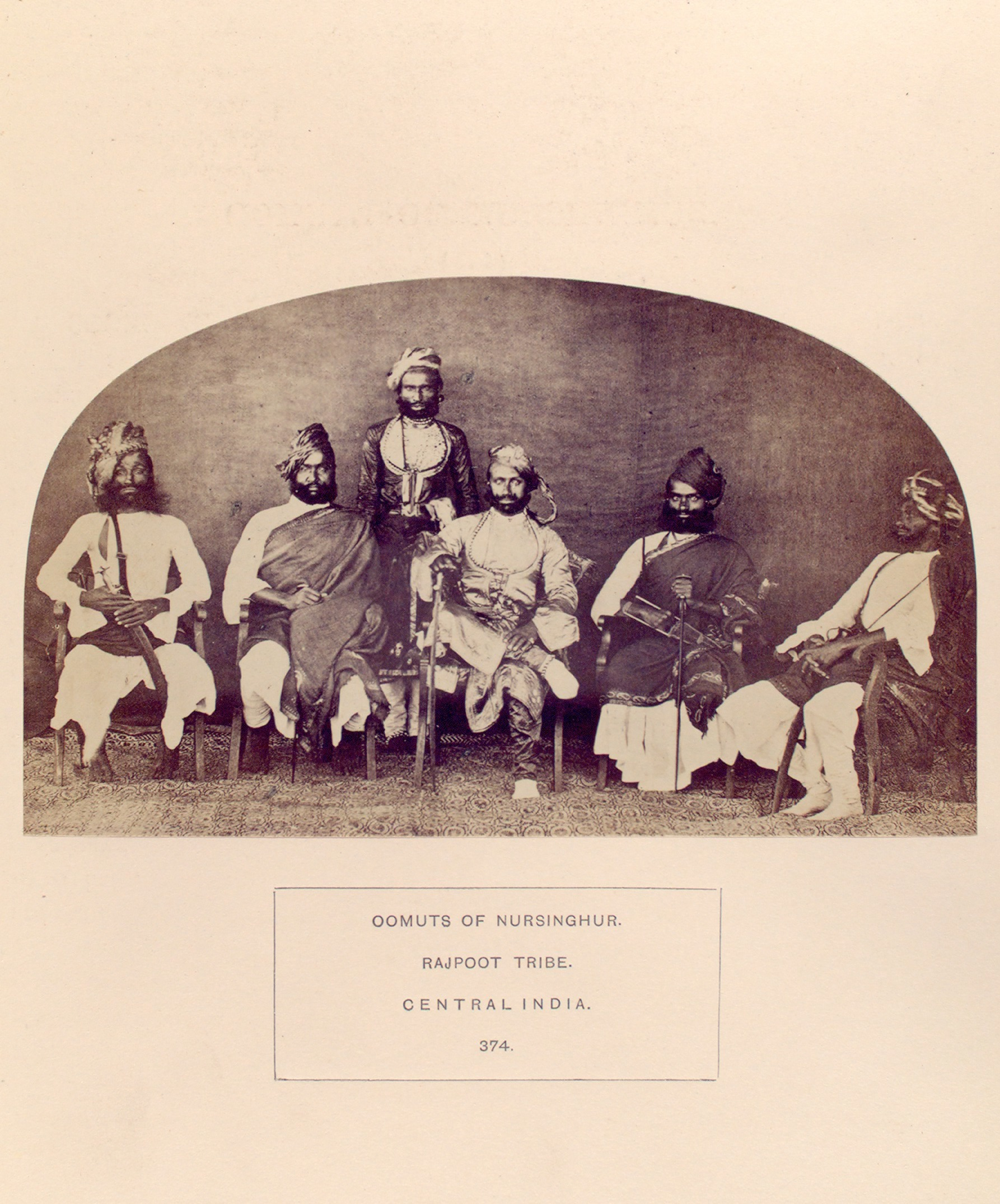
راجبوت من وسط الهند

تختلف الآراء العلمية حول متى اكتسب مصطلح راجبوت دلالات وراثية وأصبح يشير إلى مجتمع قائم على العشيرة. يعتقد المؤرخ براجدولال تشاتوباديايا (Brajadulal Chattopadhyaya)، بناءً على تحليله للنقوش (بشكل أساسي من راجستان)، أنه بحلول القرن الثاني عشر، ارتبط مصطلح «راجابوترا» بالمستوطنات المُحصّنة، وملكية الأراضي القائمة على الأقارب، وغيرها من الميزات التي أصبحت فيما بعد مؤشراً على حالة راجبوت. خلصت دراسة لاحقة للنقوش التي تعود إلى القرنين الحادي عشر والرابع عشر من غرب ووسط الهند، بواسطة مايكل ب. بيدنار، إلى أن التسميات مثل «راجابوترا» و «ثاكورا» و «راوتا» لم تكن بالضرورة وراثية خلال هذه الفترة.
صرح علماء الاجتماع مثل سارة فارس ورينهارد بنديكس أن الكشاتريا الأصليين في الشمال الغربي الذين كانوا موجودين حتى الإمبراطورية الماورية في الممالك الصغيرة كانوا مجموعة مثقفة للغاية ومتعلمة وفكرية كانت تشكل تهديدًا للاحتكار الفكري للبراهمين. وفقًا لماكس ويبر، تُظهر النصوص القديمة أنهم لم يكونوا تابعين للبراهمين في الأمور الدينية. تم تقويض هذه الكشاتريا في وقت لاحق ليس فقط من قبل كهنة البراهمين في ذلك الوقت ولكن تم استبدالهم بمجتمع راجبوت الناشئ، الذين كانوا مرتزقة أميين عملوا مع الملوك. على عكس الكشاتريا، كان الراجبوت عمومًا أميين ومن ثم لم يمثل صعودهم تهديدًا للاحتكار الفكري للبراهمين - وقبل الراجبوت تفوق مجتمع البراهمة المتعلم.
خلال مراحل تكوينها، كانت فئة راجبوت مندمجة تمامًا واستوعبت أشخاصًا من مجموعة واسعة من السلالات. ومع ذلك، بحلول أواخر القرن السادس عشر، أصبح جامدًا من حيث الأنساب، بناءً على أفكار نقاء الدم. أصبحت عضوية فئة راجبوت الآن موروثة إلى حد كبير بدلاً من الحصول عليها من خلال الإنجازات العسكرية. كان أحد العوامل الرئيسية وراء هذا التطور هو توطيد الإمبراطورية المغولية، التي كان حكامها مهتمين بعلم الأنساب. عندما أصبح رؤساء راجبوت المتعددين اتحادات موغال، لم يعودوا يشاركون في صراعات كبيرة مع بعضهم البعض. هذا قلل من احتمالية تحقيق الهيبة من خلال العمل العسكري، وجعل المكانة الوراثية أكثر أهمية.
وهكذا اكتسبت كلمة «راجبوت» معناها الحالي في القرن السادس عشر. خلال القرنين السادس عشر والسابع عشر، سعى حكام راجبوت وشعائرهم (تشارانس) إلى إضفاء الشرعية على الوضع الاجتماعي والسياسي لراجبوت على أساس النسب والقرابة. لقد اختلقوا سلالات الأنساب التي تربط عائلات راجبوت بالسلالات القديمة، وربطوها بأساطير الأصول التي أسست وضعهم الكشاتري. أدى ذلك إلى ظهور ما يسميه عالم الهنديات ديرك كولف «تقليد راجبوت العظيم»، والذي قبل فقط المطالبات الوراثية بهوية راجبوت، وعزّز مفهوم النخبوية والحصرية. عززت القصيدة الملحمية الأسطورية بريثفيراج راسو، التي تُصوّر المحاربين من عدة عشائر راجبوت مختلفة كشركاء لبريتفيراج تشوهان، الشعور بالوحدة بين هذه العشائر. وهكذا ساهم النص في توطيد هوية راجبوت من خلال تقديم تاريخ مشترك لهذه العشائر.
على الرغم من هذه التطورات، قدّم الجنود المهاجرون مطالبات جديدة بوضع راجبوت حتى أواخر القرن التاسع عشر. في القرن التاسع عشر، أعاد المسؤولون الاستعماريون في الهند تخيل راجبوت على غرار الفرسان الأنجلو ساكسونيين. قاموا بتجميع سلاسل الأنساب في راجبوت في عملية تسوية النزاعات على الأراضي، ومسح الطوائف والقبائل، وكتابة التاريخ. أصبحت هذه الأنساب أساسًا للتمييز بين عشائر راجبوت «الأصيلة» و «الزائفة».
يقدم العلماء أيضًا أمثلة حديثة على عمليات الاستيعاب الناجحة في مجتمعات راجبوت من قبل المجتمعات غير المرتبطة بالحرب حتى وقت متأخر من أوائل القرن العشرين. يناقش ويليام إل. رو مثالًا لطائفة شودرا - النونياس (طبقة صانعي الملح) - من مدهيا برديش وأتر برديش وبهار. قسم كبير من هذه الطبقة التي «أصبحت» «تشوهان راجبوت» على مدى ثلاثة أجيال في عصر الراج البريطاني.

### ممالك راجبوت

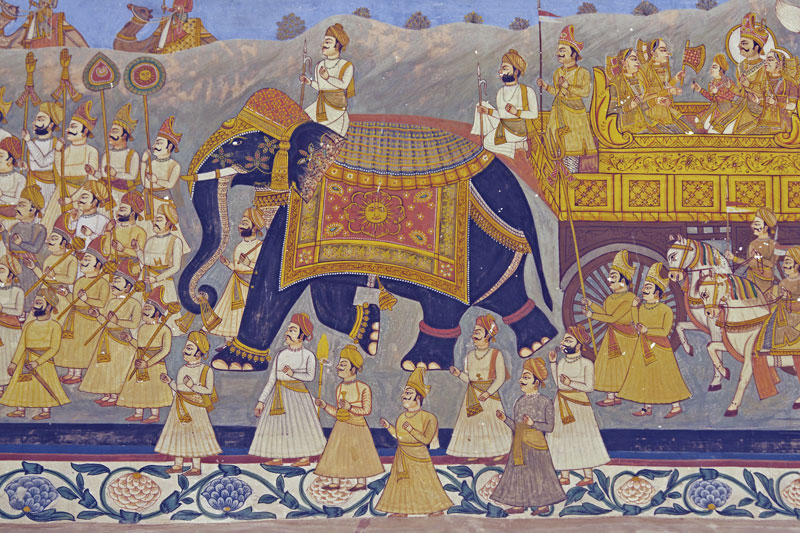
موكب راجبوت الملكي، تم تصويره على جدارية في قلعة مهرانجاره في جودبور.

كانت ممالك راجبوت متباينة، حيث كان الولاء لعشيرة أكثر أهمية من الولاء لمجموعة راجبوت الاجتماعية الأوسع، مما يعني أن إحدى العشائر ستقاتل أخرى. هذا بالإضافة إلى التدافع الشديد على المنصب الذي حدث عندما توفي زعيم عشيرة (راجا)، بمعنى أن سياسة راجبوت كانت مائعة وحالت دون تشكيل إمبراطورية راجبوت متماسكة.
كانت أول مملكة راجبوت الرئيسية هي مملكة موار، التي يحكمها سيسوديا. ومع ذلك، فقد تم استخدام مصطلح «راجبوت» أيضًا كتسمية مفارقة تاريخية لقيادة الأنساب العسكرية في القرنين الحادي عشر والثاني عشر التي واجهت الغزنويين والغوريين مثل سلالة غورجارا براتيهارا، وشهاماناس (من شكمباري ونادول وجالور)، وتوماراس، على الرغم من أن هوية راجبوت لم تكن موجودة في هذا الوقت، فقد تم تصنيف هذه السلالات على أنها عشائر راجبوت الأرستقراطية في العصور اللاحقة.
في القرن الخامس عشر، بذل السلاطين المسلمون في مالوا والكجرات جهدًا مشتركًا للتغلب على الحاكم الميوار رانا كومبها، ولكن كلا السلطانين هُزما. بعد ذلك، في عام 1518، حقّقت مملكة راجبوت ميوار بقيادة رانا سانغا انتصارًا كبيرًا على السلطان إبراهيم بن سكندر اللودهي، وبعد ذلك امتد تأثير رانا إلى مسافة ضرب بيليا خار في أغرة. وبناءً على ذلك، أصبح رانا سانغا أكثر المنافسين الأصليين تميزًا على السيادة، لكنه هُزم على يد الغازي المغولي ظهير الدين بابر في معركة خانوه عام 1527.
تشير الروايات الأسطورية إلى أنه منذ 1200، تحركت العديد من مجموعات راجبوت شرقًا نحو سهول الغانج الشرقية لتشكيل زعماء قبائلهم الخاصة. كانت ممالك راجبوت الصغيرة هذه منتشرة في جميع أنحاء سهول الغانج في العصر الحديث أتر برديش وبيهار. خلال هذه العملية، وقعت اشتباكات صغيرة مع السكان المحليين، وفي بعض الحالات، تم تشكيل تحالفات. من بين زعماء راجبوت هؤلاء هناك البوجبور الزميندار وتالوك عوض.
ساهمت هجرة زعماء عشائر راجبوت إلى هذه الأجزاء من سهول الغانج أيضًا في الاستيلاء الزراعي على مناطق الغابات سابقًا، خاصة في جنوب بيهار. وقد ربط البعض هذا التوسع باتجاه الشرق ببداية غزو الغوريين في الغرب.
منذ وقت مبكر من القرن السادس عشر، تم تجنيد جنود بوربيا راجبوت من المناطق الشرقية من بيهار وعوض كمرتزقة لراجبوت في الغرب، ولا سيما في منطقة مالوا.

### فترة المغول

#### سياسة جلال الدين أكبر
بعد منتصف القرن السادس عشر، أقام العديد من حكام راجبوت علاقات وثيقة مع الأباطرة المغول وخدموهم بصفات مختلفة. بسبب دعم راجبوت، كان جلال الدين أكبر قادرًا على وضع أسس إمبراطورية المغول في الهند. قام بعض نبلاء راجبوت بالتخلي عن بناتهم للزواج من أباطرة وأمراء المغول لدوافع سياسية. على سبيل المثال، أنجز جلال الدين أكبر 40 زواجًا لنفسه ولأبنائه وأحفاده، منها 17 تحالفا بين راجبوت والمغول. خلفاء أكبر - مثل الأباطرة المغول وابنه نور الدين جهانكير وحفيده شاه جهان - كان لديهم أمهات راجبوت. جعلت عائلة سيسوديا راجبوت الحاكمة من ميوار نقطة شرف لعدم الدخول في علاقات زوجية مع المغول، وبالتالي ادّعت أنها تقف بعيدًا عن عشائر راجبوت التي فعلت ذلك. بمجرد استسلام ميوار ووصل تحالف راجبوت إلى حد الاستقرار والزواج بين دول راجبوت الرائدة والمغول أصبح نادرًا. بدأ انخراط أكبر مع الراجبوت عندما عاد من الحج إلى شيستي الصوفي سيكري، غرب أغرة، في عام 1561، تزوّج العديد من أميرات راجبوت من جلال الدين أكبر، ولكن مع ذلك سُمح لأميرات راجبوت بالحفاظ على دينهم.

#### سياسة أورنكزيب
وقد تضرّرت سياسة جلال الدين أكبر الدبلوماسية فيما يتعلق بالراجبوت لاحقًا، بسبب القواعد التي أدخلها حفيده الأكبر أورنكزيب عالم كير. ومن الأمثلة البارزة على هذه القواعد إعادة فرض الجزية، الذي ألغاها أكبر. ومع ذلك، على الرغم من فرض جيش أورنكزيب للجزية، فقد كان لديه نسبة عالية من ضباط راجبوت في الرتب العليا من الجيش الإمبراطوري، وتم إعفاؤهم جميعًا من دفع الجزية. ثم ثار الراجبوت ضد إمبراطورية المغول، وبدأت صراعات أورنكزيب مع الراجبوت، وذلك انطلاقا من أوائل ثمانينيات القرن السادس عشر، لتكون عاملاً مساهماً في سقوط إمبراطورية المغول.
في القرن الثامن عشر، وقع الراجبوت تحت تأثير إمبراطورية ماراثا. بحلول أواخر القرن الثامن عشر، بدأ حكام راجبوت مفاوضات مع شركة الهند الشرقية، وبحلول عام 1818 شكلت جميع ولايات راجبوت تحالفًا مع الشركة.

### فترة الاستعمار البريطاني
تُمجّدُ سجلات البردك في العصور الوسطى (الكافيا والمثنوي) ماضي راجبوت، حيث قدمت الحرب والشرف كمثل راجبوت العليا. أصبح هذا فيما بعد أساس إعادة الإعمار البريطانية لتاريخ راجبوت والتفسيرات القومية لصراعات راجبوت مع الغزاة المسلمين. تأثّر جيمس تود، المسؤول الاستعماري البريطاني، بالصفات العسكرية لآل راجبوت، لكنه يعتبر اليوم مفتونًا بهم بشكل غير عادي. على الرغم من أن المجموعة تُبجّلُهُ حتى يومنا هذا، إلا أنّهُ يُنظرُ إليه من قبل العديد من المؤرخين منذ أواخر القرن التاسع عشر على أنه معلق غير موثوق به.
كانت ممارسات راجبوت الخاصة بوأد الإناث والسُتي (تضحية الأرملة) من الأمور الأخرى التي تهم البريطانيين. كان يُعتقد أن الراجبوت كانوا هم الأتباع الأساسيون لهذه الممارسات، والتي اعتبرها الراج البريطاني وحشية، حيث وفّرت الزخم الأولي للدراسات الإثنوغرافية البريطانية لشبه القارة الهندية، والتي تجلّت في النهاية على أنها تمرين أوسع نطاقا في الهندسة الاجتماعية.

### الهند المستقلة
عند استقلال الهند في عام 1947، تمّ منح الولايات الأميرية، بما في ذلك ولايات راجبوت، ثلاثة خيارات: إما الانضمام إلى الهند أو باكستان، أو البقاء مستقلة. انضم حكام راجبوت من الولايات الأميرية الـ 22 لراجبوتانا إلى الهند المستقلة حديثًا، واندمجت في ولاية راجستان الجديدة في 1949-1950. في البداية، مُنح المهراجا تمويلًا من محفظة الملكة الخاصة مقابل موافقتهم، لكن سلسلة من إصلاحات الأراضي على مدى العقود التالية أضعفت سلطتهم، وتم قطع محفظتهم الخاصة أثناء إدارة أنديرا غاندي بموجب قانون التعديل السادس والعشرين لدستور عام 1971. تُشكِّلُ العقارات والكنوز والممارسات الخاصة بحكام راجبوت القدامى الآن جزءًا رئيسيًا من التجارة السياحية والذاكرة الثقافية لولاية راجستان.
في عام 1951، انتهت سلالة راجبوت رانا في نيبال، بعد أن كانت القوة الداعمة لعرش قادة سلالة شاه منذ عام 1846.
انتهت سلالة راجبوت دوجرا في جامو وكشمير أيضًا في عام 1947، على الرغم من الاحتفاظ باللقب حتى تم إلغاء الملكية في عام 1971، من خلال التعديل السادس والعشرين لدستور الهند.
كانت هناك عدة حالات لستي (حرق أرملة على قيد الحياة) في الهند من عام 1943 إلى عام 1987. ووفقًا لباحث هندي، هناك 28 حالة منذ عام 1947. على الرغم من أن الأرامل كُنَّ من مجتمعات مختلفة، فإنّ أرامل راجبوت يمثلن 19 حالة. أشهر هذه الحالات لامرأة من راجبوت تدعى روب كانوار، حيث تجمّع 40 ألف راجبوت في شارع جايبور في أكتوبر 1987 لدعم عملية الستي. هاجم كتيب تم توزيعه في ذلك اليوم النساء المستقلات والغربيات اللواتي عارضن واجب المرأة في عبادة زوجها كما يتضح من ممارسة الستي. أكّدت هذه الحادثة مرة أخرى على المكانة المتدنية للمرأة في مجتمع راجبوت، وكسب قادة هذه الحركة المؤيدة للستي من الناحية السياسية.
يُعتبر الراجبوت، في ولايات مثل مدهيا برديش، اليوم طبقة متقدمة في نظام التمييز الإيجابي في الهند. هذا يعني أنه لا يمكنهم الوصول إلى التحفظات هنا. ولكن تم تصنيفهم على أنهم فئة متخلفة أخرى من قبل اللجنة الوطنية للطبقات المتخلفة في ولاية كارناتاكا. ومع ذلك، فإن بعض الراجبوت، كما هو الحال مع الطبقات الزراعية الأخرى، يُطالبون بالتحفظ في الوظائف الحكومية.

## التقسيمات
يشير مصطلح «راجبوت» إلى مجموعة من الطوائف، والعشائر والأنساب. إنه مصطلح محدد بشكل غامض، ولا يوجد إجماع عالمي على العشائر التي تشكل مجتمع راجبوت. في راجستان القرون الوسطى (راجبوتانا التاريخية) والمناطق المجاورة لها، أصبحت كلمة راجبوت مقتصرة على عشائر مُعيّنة، على أساس النسب الأبوي والزواج المختلط. من ناحية أخرى، كانت مجتمعات راجبوت التي تعيش في المنطقة الواقعة إلى الشرق من ولاية راجاستان ذات طبيعة مرنة وشاملة. رفض راجبوت من راجستان في النهاية الاعتراف بهوية راجبوت التي ادّعى نظرائهم الشرقيون، مثل عشيرة بوندلاس. يدّعي الراجبوت أنهم كشاتريا أو أحفاد الكشاتريا، لكن وضعهم الفعلي يختلف اختلافًا كبيرًا، بدءًا من الأنساب الأميرية إلى عشيرة المزارعين العاديين.
هناك العديد من التقسيمات الفرعية الرئيسية للراجبوت، والمعروفة باسم فانش أو فامشا، وتعتبر راجبوت عمومًا مقسمة إلى ثلاثة فانش أولية: سوريافانشي تشير إلى النسب من الإله الشمسي سوريا، وشاندرافانشي (سومفانشي) من الإله القمري شاندرا، وأجنيفانشي من إله النار آجني. تشمل عشائر أجنيفانشي كلّ من بارمار وتشولوكيا (سولانكي) وباريهار وشوهان.

## الثقافة والمعتقدات
جند جيش البنغال التابع لشركة الهند الشرقية بشكل كبير من الطبقات العليا مثل البراهمة والراجبوت. ومع ذلك، بعد ثورة 1857 من قبل البنغال السيبوي، حول الجيش الهندي البريطاني التجنيد إلى البنجاب.

### العرق القتالي
تم تصنيف الراجبوت على أنهم عرق قتالي [الإنجليزية] في فترة الحكم البريطاني. كان السبب الظاهري لنظام التصنيف هذا هو الاعتقاد بأن العرق القتالي كان شجاعًا وأكثر استعداد للقتال، ولكنه كان يُعتبر أيضًا خاضعًا سياسيًا، ودونيًا فكريًا، ويفتقر إلى روح المبادرة أو الصفات القيادية لقيادة تشكيلات عسكرية كبيرة. كما تم التجنيد بالاعتماد على غير المتعلمين، لأنه يسهل السيطرة عليهم.